# Зак, Евсей Соломонович
Евсе́й Соломо́нович (Зе́льманович) Зак (7 ноября 1921, Аккерман, Бессарабия — 2008, Израиль) — молдавский советский пианист и музыкальный педагог.

## Биография
Родился 7 ноября 1921 года в Четатя-Албэ (Аккермане), в семье банковского служащего (экономиста) Зельмана Соломоновича Зака и домохозяйки Розалии Евсеевны Зак. В детстве брал частные уроки фортепиано, но когда ему было 13 лет отец умер, семья осталась без средств к существованию, мать устроилась кассиром в аккерманской областной конторе «Заготживсырье» и занятия музыкой прекратились. После присоединения Бессарабии к СССР, переехал с матерью в Кишинёв, откуда в начале Великой Отечественной войны их эвакуировали в Ташкент, где он позднее был принят в эвакуированную туда же Ленинградскую консерваторию.
В 1943—1944 годах работал в оркестре Ташкентского театра оперетты, затем в музыкальном клубе в Ленинграде, преподавал в военной школе (1946—1948). В 1948 году окончил Ленинградскую консерваторию по классу Веры Харитоновны Разумовской. С 1948 года жил в Кишинёве, работал солистом Молдавской государственной филармонии, выступал с Молдавским симфоническим оркестром и в камерных ансамблях. В 1956—1957 годах преподавал в Алма-Атинской консерватории. По возвращении в Кишинёв со скрипачом Яковом Сорокером записал все сонаты Бетховена для Кишинёвского радиокомитета. Выступал в фортепианном дуэте с Людмилой Ваверко. Был первым исполнителем Сонаты для фортепиано Василия Загорского, Поэмы-сонаты для виолончели и фортепиано Алексея Стырчи.
С 1961 года — преподаватель фортепиано в музыкальной школе при Кишинёвской консерватории, впоследствии и до 1995 года — старший преподаватель, затем доцент и профессор кафедры специального фортепиано этой консерватории (впоследствии Институт искусств имени Г. Музическу). Автор работ «Самостоятельная работа пианиста над музыкальными произведениями (на примере баллад Ф. Шопена)», «Г. Свиридов. Партитура ми минор и соната для фортепиано (озвученный материал)», методических и музыковедческих статей («Вторая соната Кабалевского и исполнительские задачи музыковедческих публикаций», «Исполнительский обзор стилевых особенностей фортепианных произведений Г. Свиридова», «Некоторые вопросы интерпретации 24 прелюдов К. Дебюсси», «Фортепианные произведения А. Стырчи»). С 1995 года — в Германии, с 1998 года в Израиле.
Среди учеников Е. С. Зака — Алла Бростерман, Анна Копанская, Олег Майзенберг, румынская пианистка Валентина Поповчук, внёс значительный вклад в фортепианную культуру Молдавии, подготовив около пятидесяти пианистов и музыкальных педагогов республики.